# Roustam Gelmanov
Roustam Gelmanov, né en 1987 à Tekeli, Kazakhstan, est un grimpeur russe. 

### Coupe du monde d'escalade

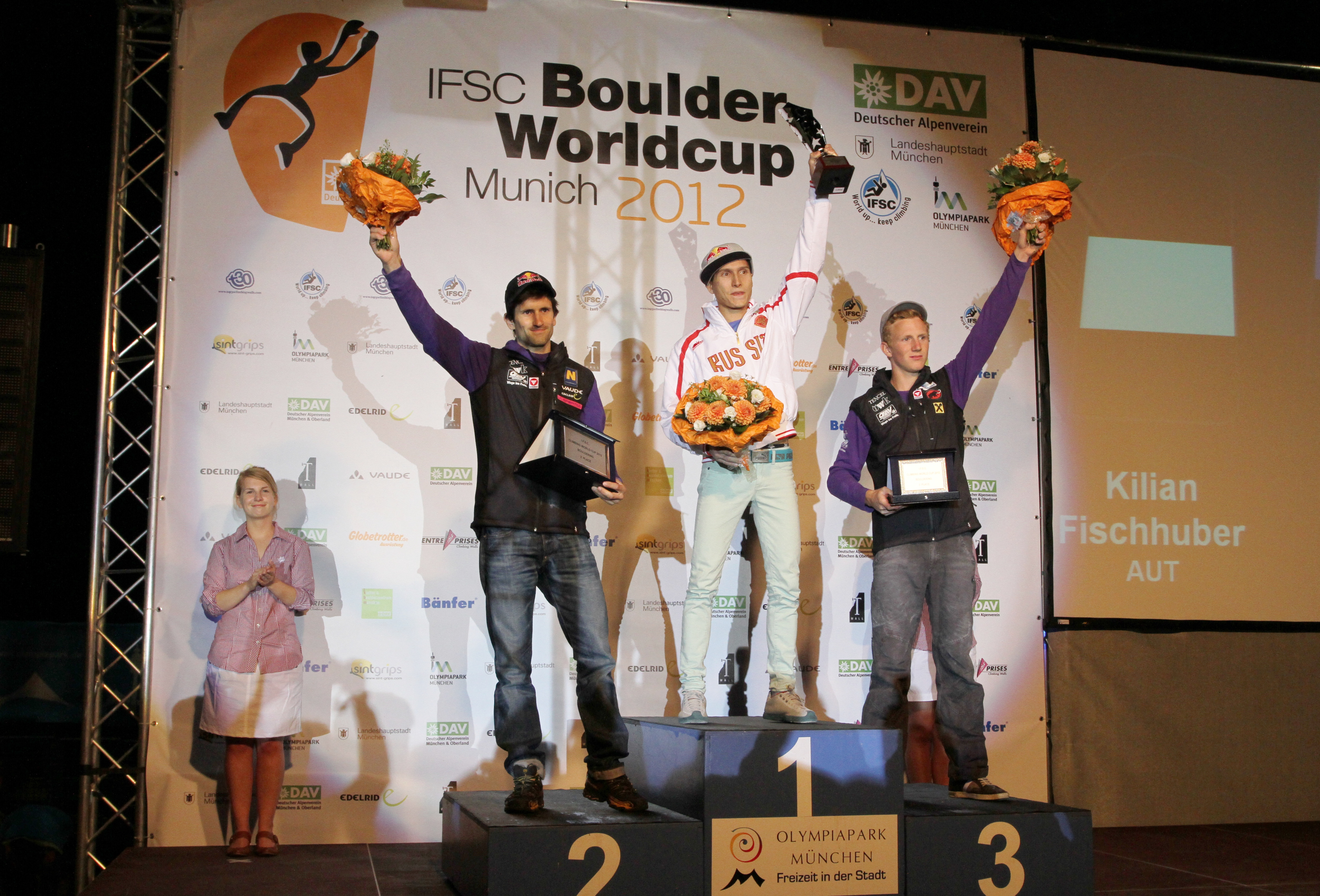
Roustam Gelmanov en 2012.

## Palmarès

### Championnats du monde
- 2009 à Qinghai,  Chine
  -  Médaille d'argent en bloc